# ヴェルーノ
ヴェルーノ（伊: Veruno）は、イタリア共和国ピエモンテ州ノヴァーラ県ガッティコ＝ヴェルーノに属する分離集落（フラツィオーネ）。
かつては独立したコムーネであったが、2019年1月1日にガッティコと合併して新自治体の一部となった。

## 地理

### 位置・広がり
| コムーネとしてのヴェルーノは、以下のコムーネと隣接していた。 - アグラーテ・コントゥルビア - ボゴーニョ - ボルゴ・ティチーノ - ボルゴマネーロ - コミニャーゴ - ガッティコ |